# Історія Кувейту
Кувейт — держава на Аравійському півострові уздовж Кувейтської бухти в самому кінці Перської затоки, яку стародавні картографи деякий час називали Кувейтською, оскільки в епоху завоювань Олександра Великого війська останнього використовували Кувейт як базу для своїх операцій.
У XVIII та XIX століттях Кувейт був відомим як досить успішний торговельний порт.

## Стародавні часи

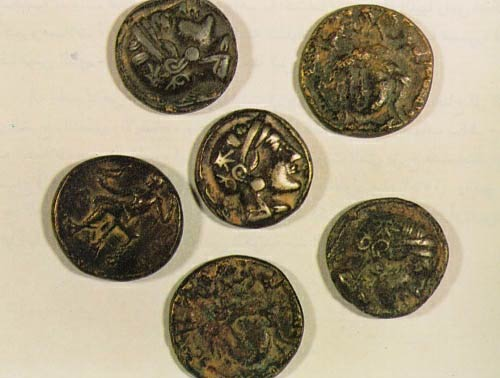
Стародавні монети, знайдені на острові Файлака

В Убейдський період (6500 до н. е.) Кувейт був осереддям взаємодії між народами Межиріччя та неолітичної Східної Аравії, а головним центром цього процесу була Ас-Субія на півночі Кувейту. Найраніші свідчення проживання людей у Кувейті датуються 8000 р. до н. е., саме такий вік мають мезолітичні знаряддя праці, знайдені в Бургані. Ас-Субія у Північному Кувейті — найраніший доказ містобудування у всьому басейні Перської затоки.
Месопотамці спершу оселилися на кувейтському острові Файлака у 2000 р. до н. е. Торгівці з шумерського міста Ур населили Файлаку, де розгорнули бурхливу торгівлю. На острові було багато будівель у месопотамському стилі, типових для знайдених в Іраку, які сягають 2000 р. до н. е. Неолітичні мешканці Кувейту були серед перших морських торгівців. Один із перших у світі очеретяних човнів було виявлено на півночі Кувейту, а його вік сягає Убейдського періоду.
З 4000 р. до н. е. до 2000 р. до н. е. в районі Кувейтської затоки існувала цивілізація Дільмун. До володінь Дільмун у Кувейтській затоці входили порт Шувайх (раніше острів Акказ), острів Ум-ан-Намль та острів Файлака. На своєму піку у 2000 р. до н. е. імперія Дільмун контролювала торговельні шляхи з Месопотамії до Індії та цивілізації долини Інду. Після 1800 року до нашої ери торговельна держава Дільмун почала підупадати. Під час цього занепаду у всьому регіоні процвітало піратство. Після 600 р. до н. е. Дільмун долучили до своєї імперії вавилоняни.
У 4 ст. до н. е. стародавні греки під проводом Олександра Великого колонізували Кувейтську бухту, назвавши материковий Кувейт «Лариса» (Larissa), а острів Файлака — Ікарос (Ikaros). За свідченнями Страбона і Арріана, Олександр Великий назвав Файлаку «Ікара», тому що вона за розміром і формою була схожа на острів в Егейському морі з подібним ім'ям. Залишки грецької колонізації включають великий елліністичний форт і давньогрецькі храми..
Найперша письмова згадка про Кувейт датується 150 роком н. е. і міститься в географічному трактаті «Географія» давньогрецького вченого Птолемея. Птолемей згадував Кувейтську бухту як дав.-гр. Hieros Kolpos (лат. Sacer Sinus у латинській версії).
У 224 р. н. е. Кувейт увійшов до імперії Сасанідів. У часи Сасанідів Кувейт був відомий як «Мешан»,, що було ще однією назвою королівства Харакена. Акказ був парфянсько-сасанідським володінням; у Північному Акказі виявлено вежу мовчання релігії Сасанідів.

## Раннє Середньовіччя
636 року в Кувейті неподалік міста Казма сталася так звана Битва ланцюгів між Сасанідською Імперією та Праведним халіфатом. У той час Кувейт був під управлінням Сасанідів. Битва ланцюгів була першою битвою Праведного халіфату, в якій мусульманська армія прагнула розширити свої рубежі.
У результаті перемоги в 636 році Праведного халіфату в Кувейтській бухті виникло місто, відоме на початку ісламської ери як «Kadhima» або «Kāzimah». Середньовічні арабські джерела на початку ісламського періоду містять неодноразові згадки про Кувейтську бухту. Місто функціонувало як торговельний порт і місце відпочинку для прочан на їхньому шляху з Іраку в Хіджаз. Місто було під владою королівства Аль-Хіра, що в Іраку. В ранньоісламський період Кувейтська бухта була відома як родючий край.
Місто було зупинкою для караванів на їхньому шляху з Персії та Месопотамії на Аравійський півострів. У місті народився поет Аль-Фараздак. Аль-Фараздака визнано одним із найбільших класичних поетів в арабів.

## Заснування сучасного Кувейту (1613—1716)
1521 року Кувейт підпав під владу Португалії. Наприкінці XVI ст. португальці побудували в Кувейті оборонне поселення.
1613 року було засновано місто Кувейт на місці сучасного Ель-Кувейту. Спочатку Кувейт перебував під управлінням клану Бані-Халед, який у нинішній Кувейтській бухті побудував рибальське село. На початку XVIII ст. засвідчено боротьбу за Кувейт з боку конфедерації Бані-Утба. Її представники переселилися в Кувейт 1682 року. Після смерті чергового правителя з родини Бані-Халіда та викликаного цим занепаду цієї династії рід Бані-Утба у результаті послідовних династичних шлюбів зміг заволодіти Кувейтом. 1766 року династії Аль-Джалама і Аль-Халіфа переїхали в Зубарах, залишаючи неподільним володарем Кувейту єдиного нащадка роду Бані-Утба Аль-Сабаха.

## Новий час
1899 року правитель Кувейту звернувся до Британської монархії з проханням захистити країну від Османської імперії, яка владарювала у країні з XVI століття. Кувейт став британським протекторатом.
У Англо-османській конвенції 1913 року британці дійшли згоди з Османською імперією у визначенні Кувейту як автономної кази Османської імперії й в тому, що шейхи Кувейту були не стільки незалежними лідерами, скільки «каймаками» (намісниками провінцій) османського уряду.
Конвенція постановила, що шейх Мубарак має владу над територією, що простягається в радіусі 80 км від столиці. Ця область позначалася червоним колом і включала острови Ауха, Бубіян, Файлака, Куббар, Міскан і Варба. Зелене коло описувало територію, що висувалася на додаткові 100 км у радіусі, в межах якої «каймаками» мали право збирати данину та податки з місцевих жителів.
Перша світова війна похитнула елементи політики, суспільства, економіки Кувейту та міжрегіональні мережі.

## Новітня історія
У результаті розпаду Османської імперії як одного з наслідків Першої світової війни та пов'язаного з цим визнання британцями недійсною Англо-османської конвенції виник вакуум влади, який загострив конфлікт між Кувейтом і Недждом (Іхваном) та обернувся війною між ними. Війна вилилася у спорадичні прикордонні сутички протягом 1919—20 років. Найвідомішою битвою цієї війни була битва за місто Ель-Джахра, що відбулася 10 жовтня 1920 року між прибічниками правителя Кувейту Салема Аль-Мубарака Ас-Сабаха та іхванськими послідовниками ваххабітів короля Саудівської Аравії Ібн Сауда. 4-тисячний загін саудівських іхванів під командуванням Фейсала аль-Давіша атакував Ель-Джахру, яку захищали 2 тис. кувейтців. Її результатом стало припинення вогню.
1937 року було скасовано 15-річну торговельну блокаду проти Кувейту, а американсько-британська Kuwait Oil Company виявила великі поклади нафти. Проте через Другу світову війну розвідка запасів почалася тільки 1951 року. До 1952 року країна стала найбільшим експортером нафти в зоні Перської затоки. Цей ріст видобутку принадив багато іноземних заробітчан, особливо з Палестини, Єгипту та Індії.
У період із 1946 до 1982 року Кувейт переживав спричинену нафтою добу свого розквіту в атмосфері лібералізму; цей період називається «золотою епохою». З проголошенням незалежності Кувейту в 1961 році країна швидко збагатилася шляхом експорту нафти. Одержані кошти уряд спрямовував на розвиток економіки та соціальної сфери країни, допомогу ісламським державам і підтримку таких арабських націоналістичних організацій, як Організація визволення Палестини. У 1970-х рр. більшу частину нафтової промисловості було націоналізовано, а видобуток нафти обмежено з метою збереження її запасів. Хоча Кувейт зміг забезпечити високий рівень життя населення (безоплатна освіта і медицина для громадян, доходи населення не оподатковуються), усю владу і багатства в країні контролювали члени панівної родини та їхні союзники, а деякі соціальні програми поширювалися тільки на корінних кувейтців. Економічні успіхи Кувейту сприяли масовій імміграції, і вже в 1970 рр. більшість населення становили вихідці з інших країн. У зв'язку із загостренням внутрішньої обстановки в країні, 1976 року емір розпустив парламент Кувейту, який не функціонував п'ять років. Також були припинені дії деяких статей Конституції. На початку 1980-х років країна зіткнулася із серйозною фінансовою кризою.
У ніч проти 2 серпня 1990 р. Кувейт окупували війська Іраку силами чотирьох регулярних дивізій. Зважаючи на цілковиту військову перевагу противника (100 тис. вояків), наземні підрозділи збройних сил Кувейту відступили на територію Саудівської Аравії. Наприкінці дня Ель-Кувейт опинився під контролем іракської армії. Емір Кувейту Джабер III ас-Сабах устиг евакуюватися в Саудівську Аравію. У лютому 1991 р. Кувейт звільнили всього за чотири дні сили міжнародної коаліції під егідою ООН. Залишаючи окуповані території, іракці підпалили 700 нафтових свердловин, розграбували та зруйнували країну. Пожежі на нафтових свердловинах мали безпрецедентні негативні наслідки для довкілля.
Відразу після війни в Перській затоці Кувейт розпочав відновлення зруйнованого господарства, однак падіння світових цін на нафту стримувало цей процес. Між тим, уже в липні 1991 року Кувейт відновив експорт нафти. У 1993 році прибутки від її експорту перевищили довоєнний рівень. До 1994 року було практично цілком відновлено нафтопереробну галузь промисловості.